# Qualificazioni alla Coppa del Mondo di rugby 2015 - Oceania
Le qualificazioni oceaniane alla Coppa del Mondo di rugby 2015 si tennero tra il 2013 e il 2014 e riguardarono 5 squadre nazionali oceaniane che dovettero esprimere una qualificata alla Coppa; per tale continente non furono previsti posti da destinare ai ripescaggi intercontinentali.
Alla Coppa del Mondo di rugby 2015 erano ammesse le 12 migliori squadre dell'edizione precedente, vale a dire le prime tre classificate di ciascuno dei quattro gironi della prima fase; tra di esse figuravano tutte le squadre oceaniane di prima (Australia e Nuova Zelanda) e seconda fascia (Samoa e Tonga), esclusa Figi, la quale fu ammessa all'ultimo turno di qualificazione per la Coppa 2015.
Le qualificazioni si tennero su due turni, il primo due dei quali coincidente con la disputa della FORU Oceania Cup 2013, e il terzo consistente nello spareggio tra la squadra campione d'Oceania contro Figi in gara singola.
A vincere il torneo continentale furono le Isole Cook che, nel successivo spareggio di ammissione alla Coppa, furono nettamente battute a Lautoka da Figi per 108-6.

## Criteri di qualificazione
Per quattro delle cinque squadre in gara il torneo si sviluppò sulla Oceania Cup 2013, mentre invece la quinta, Figi, era direttamente ammessa al secondo turno di qualificazione.
- Primo turno (luglio 2013). Quattro squadre si affrontarono nella Oceania Cup 2013: il torneo si disputò a girone all'italiana e la prima classificata fu campione oceaniana nonché ammessa al secondo turno[1].
- Secondo turno (giugno 2014). Spareggio in gara singola tra Figi e la squadra campione d'Oceania. La vincitrice fu ammessa alla Coppa del Mondo. L'Oceania non espresse squadre per i turni di ripescaggio.

## Situazione prima degli incontri di qualificazione
| Primo turno                                                                   | Secondo turno                     | Qualificate                |
| ----------------------------------------------------------------------------- | --------------------------------- | -------------------------- |
| Oceania Cup 2013: - Isole Cook - Papua Nuova Guinea - Isole Salomone - Tahiti | - Figi - Qualificata dal 1º turno | - Qualificata dal 2º turno |

## Primo turno

### Esito del primo turno
- Isole Cook: qualificate al secondo turno

## Secondo turno
| Arbitro: | Nick Briant |

| |      |                |
| 1’, 74’ Talebula 28’ Kenatale 30’ Tikoirotuma 33’, 42’, 53’ Nadolo 40’ Votu 50’ Qera 61’, 78’ Delai 66’ Atalifo 69’, 80’ Matawalu 72’, 80+4’ Nagusa 76’ Waqaniburotu | mt   |                |
| 29’, 31’, 53’ Nadolo 42’, 61’, 66’, 69’, 72’, 74’, 76’ Ralulu | tr   |                |
| | c.p. | 5’, 21’ Vaevae |
| 64’ Talebula | drop |                |

### Esito del secondo turno
- Figi: qualificata alla Coppa del Mondo

## Quadro generale delle qualificazioni
In grassetto le squadre qualificate al turno successivo
| Primo turno                                                                   | Secondo turno       | Qualificate |
| ----------------------------------------------------------------------------- | ------------------- | ----------- |
| Oceania Cup 2013: - Isole Cook - Papua Nuova Guinea - Isole Salomone - Tahiti | - Figi - Isole Cook | - Figi      |